# Octave Mannoni
Pour les articles homonymes, voir Mannoni.
Dominique-Octave Mannoni, né le 29 août 1899 à Lamotte-Beuvron et mort le 30 juillet 1989 à Boulogne-Billancourt, est un ethnologue, philosophe et psychanalyste français.

## Biographie
Né dans une famille d'origine corse, Octave Mannoni naît à Lamotte-Beuvron, où son père dirige la colonie pénitentiaire de Saint-Maurice. Il fait ses études secondaires au lycée d’Orléans, puis est élève au lycée Lakanal. Il interrompt ses études quand il est mobilisé en 1918 durant la Première Guerre mondiale. Il se marie une première fois et a deux filles. Il reprend des études de philosophie à l'université de Strasbourg après la guerre et obtient un diplôme d'études supérieures intitulé Mémoire sur l'intelligence et la raison dans le système de Plotin en 1923. Il est professeur au lycée d'Altkirch (1924), puis au lycée Schoelcher à la Martinique (1925-1928), où il est l'un des animateurs, avec Gilbert Gratiant et Raymond Burgard, de la revue Lucioles dont le premier numéro paraît en 1927. Il enseigne ensuite au lycée Leconte-de-Lisle de Saint-Denis de la Réunion (1928-1931). Il est bi-admissible à l'agrégation de philosophie et séjourne à Madagascar de 1931 à 1945, comme professeur de littérature et de philosophie au lycée Gallieni de Tananarive. Il est ensuite fonctionnaire, directeur du service d'information de l'île et très brièvement responsable de la Revue de Madagascar. Il prend position pour l'indépendance de Madagascar, ce qui lui vaut d'être démis de ses fonctions fin 1947, et il rentre à Paris en janvier 1948.
À Madagascar, il écrit de la poésie, mène des activités de botaniste et découvre des variétés de Kalanchoe, et parcourt l'île avec le botaniste Pierre Boiteau. Il réalise également des reportages photographiques.
À Paris, il reprend une analyse avec Jacques Lacan commencée en 1946 et devient psychanalyste. Il se remarie en 1948 avec Maud Mannoni, qui est analyste d'enfants. Ils ont un fils. À la suite de la dissolution de l'École freudienne de Paris, en 1980, il participe avec Maud Mannoni et Patrick Guyomard, à la création du Centre de formation et de recherches psychanalytiques (CFRP) en 1982.

## Activités éditoriales
Dans son livre Prospero et Caliban. Psychologie de la colonisation écrit en 1948 et publié en 1950, il propose des réflexions sur deux héros shakespeariens, Caliban et Prospero, en lien avec la révolte de mars 1947 organisée par le Mouvement démocratique de la rénovation malgache. Cet ouvrage est critiqué par Aimé Césaire dans Discours sur le colonialisme en 1950 et par Frantz Fanon qui publie Peau noire, masques blancs en 1952. Ceux-ci critiquent l'idée d'une « prédisposition » du colonisé à la soumission coloniale qui ferait pendant à « une prédisposition culturelle de l’Européen à la domination ». Octave Mannoni revient sur ce livre, dans un article intitulé « The Decolonisation of Myself », publié dans la revue Race, en 1966, alors que les colonies françaises ont accédé à l'indépendance.
Il collabore à la revue Esprit et aux Temps modernes, et contribue par une série d'articles intitulée « Ébauche d’une psychologie coloniale », en 1947-1948, à la revue Psyché de Maryse Choisy.
En 1951, il publie « Lettres personnelles à monsieur le Directeur », sur son analyse avec Lacan. Il écrit en 1963 l'article « Je sais bien, mais quand même », réédité dans Clefs pour l'imaginaire, à l'occasion de son échec à la titularisation à la Société française de psychanalyse. Cet article indique « précisément comment une croyance peut survivre au démenti de l'expérience ». Son article « L'Analyse originelle » (1967) évoque Fliess comme analyste de Freud. Il publie également un ouvrage sur Freud en 1968.

## Publications
- Psychologie de la colonisation, Seuil, 1950, rééd. 2022 ; réédité sous le titre Prospero et Caliban, Éditions Universitaires, 1984, et Le racisme revisité, Denoël, 1997.  (ISBN 2-207-24587-X)[13].
- Lettres personnelles à Monsieur le Directeur, Seuil, 1951, réédité sous le titre La machine, Tchou, 1977, puis Lettres personnelles, fiction lacanienne d'une analyse, Denoël, 1990.  (ISBN 2-207-23686-2)
- The Decolonization of Myself (1966)
- Freud, Seuil, coll. « Écrivains de toujours », 1968  (ISBN 2-02-000082-2)
- Clefs pour l'imaginaire ou l'Autre Scène, Seuil, 1969  (ISBN 2-02-008909-2)
- Fictions freudiennes, Seuil, 1978.  (ISBN 2-02-004811-6)
- Un commencement qui n'en finit pas : Transfert, interprétation, théorie, Seuil, 1980  (ISBN 2020054361)
- Ça n'empêche pas d'exister, Seuil, 1982  (ISBN 2020062739)
- Un si vif étonnement, Seuil, 1988.  (ISBN 2-02-010251-X)